# Линдејл (Тексас)
Линдејл (енгл. Lindale) град је у америчкој савезној држави Тексас. По попису становништва из 2010. у њему је живело 4.818 становника.

## Демографија
Према попису становништва из 2010. у граду је живело 4.818 становника, што је 1.864 (63,1%) становника више него 2000. године.
| Група             | 2000.         | 2010.         |
| Белци             | 2.549 (86,3%) | 3.841 (79,7%) |
| Афроамериканци    | 204 (6,9%)    | 409 (8,5%)    |
| Азијати           | 21 (0,7%)     | 67 (1,4%)     |
| Хиспаноамериканци | 132 (4,5%)    | 396 (8,2%)    |
| Укупно            | 2.954         | 4.818         |